# Яйла Орта-Сирт
Орта-Сирт (крим. Orta Sırt «середній хребет») — найменша за площею кримська яйла. Займає міжріччя р. Бурульча та її правого допливу р. Суат. Являє собою невелике нагір'я з полянами і гаями на вершині, яке простягається з півночі на південь. Зі сходу й заходу височина опоясана косими виходами скельних пластів, нижче розташовані лісисті схили.
Яйлу Орта-Сирт названо так через те, що вона затиснута між іншими більшими за розмірами яйлами.
Розташовується між Долгоруківською яйлою і Карабі-яйлою. Найбільша гора — Доз (912 м). На півночі спуск з яйли Орта-Сирт проходить по схилах хребта Яман-Таш (крим. Yaman Taş «поганий камінь»). На захід розташовані Курган Слави й вершина Калан-Баїр (крим. Qalan Bayır «залишений горб»). Середня висота над рівнем моря складає близько 900 м. Через невелику високість на яйлі немає водотоків, а поблизькі Ортасиртівські джерела влітку пересихають. Найближче постійне джерело прісної води — урочище Водопійне, розташоване за 2 км від яйли.
На яйлі зберігся великий грот, який являє собою видовбану в скелі печеру з великим входом і за припущенням міг використовуватися для житла стародавньою людиною. На яйлі є 5 печер, а також 92 воронки карстового походження.